# LAN Manager
 LAN Manager ist ein auf OS/2-basierendes Netzwerkbetriebssystem von Microsoft für lokale Netzwerke.

## Funktionsumfang
Für die zentrale Verwaltung wurde das Konzept der Domänen eingeführt. Ein LAN Manager Server kann seinen LAN Manager Clients (LMC) innerhalb der Domäne unterschiedliche Ressourcen (Laufwerke und Verzeichnisse, Drucker, serielle Geräte) bereitstellen.
Als Client-Betriebssysteme werden DOS, OS/2 und Macintosh unterstützt. Es existieren auch Client- und Server-Implementierungen für Unix, zum Beispiel LAN Manager/X.

### Unterstützte Netzwerkprotokolle
- NetBIOS (SMB)
- TCP/IP (für NBT)
- AppleTalk

## Entwicklungsgeschichte
Der ursprünglich als Weiterentwicklung der Programme MS-NET und Xenix-NET zusammen mit dem Unternehmen 3Com entwickelte MS OS/2 LAN Manager wurde seit 1988 an verschiedene OEMs lizenziert. Am bekanntesten sind dabei der IBM LAN Server, HP LAN Manager/X und Tapestry Torus. Die Version von 3com wurde als 3+Open vertrieben.
Nachdem 3com die Vermarktung seiner Serversoftware im Jahr 1991 einstellte, gab es nun auch direkt von Microsoft den MS LAN Manager 2.0. Zu den Neuerungen zählte auch das Transportprotokoll TCP/IP.
Die letzte Version 2.2 wurde Anfang 1993 von Microsoft veröffentlicht. Die Netzwerkkomponenten flossen in die Entwicklung des Windows-NT-Servers mit ein.

## Versionen
- 1987 – MS LAN Manager 1.0 (Basic/Enhanced)
- 1989 – MS LAN Manager 1.1
- 1991 – MS LAN Manager 2.0
- 1992 – MS LAN Manager 2.1
- 1992 – MS LAN Manager 2.1a
- 1993 – MS LAN Manager 2.2
- 1994 – MS LAN Manager 2.2a